# 119846 Goshiina
119846 Goshiina è un asteroide della fascia principale. Scoperto nel 2002, presenta un'orbita caratterizzata da un semiasse maggiore pari a 2,6013006 au e da un'eccentricità di 0,1451093, inclinata di 6,12717° rispetto all'eclittica.